# Ufficiale 666
Ufficiale 666 o Chi sarà un ladro (Officer 666) è un film muto del 1920 diretto da Harry Beaumont. La sceneggiatura si basa su Officer 666, lavoro teatrale di Augustin MacHugh andato in scena in prima a New York il 29 gennaio 1912.

## Trama
Avendo saputo che un famigerato ladro in guanti bianchi progetta di rubargli i suoi preziosi quadri, Travers Gladwyn, giovane e sfaccendato milionario, ha l'idea di proteggersi da solo fingendosi agente di polizia. Coopta Phelan, un poliziotto, corrompendolo con un assegno di cinquecento dollari, e si fa dare la sua divisa. Così, quando Wilson, il ladro, gli arriva in casa, Travers si presenta come se fosse l'agente 666. L'altro, dal canto suo, ha la sfacciataggine di dichiarare di essere Travers Gladwyn, il padrone di casa, e che sta organizzandosi per mettere al sicuro i quadri. In quel momento giunge anche Helen Barton, una ragazza in procinto di scappare con Wilson che crede che quella sia la sua casa. Travers, che si è innamorato di lei, vuole chiarire la cosa e, dopo averle detto che è lui il vero Travers Gladwyn, chiama a testimonio Phelan. Wilson, messo alle strette, non si arrende e tenta di convincere Phelan che il suo assegno di cinquecento dollari sia falso. Quando arriva la polizia, continua a sostenere la sua versione e, di conseguenza, sia lui che il milionario sostengono di essere il vero Travers Gladwyn. Per fortuna, un investigatore sulle tracce di Wilson per il rapimento di Helen, riconosce il ladro. L'imbroglione, identificato, viene assicurato alla giustizia ed Helen resta con il vero Travers.

## Produzione
Il film fu prodotto dalla Goldwyn Pictures Corporation. Le riprese iniziarono a fine marzo o inizio aprile 1920.

Basata su una farsa di successo di Broadway con la regia di George M. Cohan, la storia del milionario che si finge poliziotto e del ladro che si finge il milionario era già stata portata sullo schermo nel 1914 da Frank Powell e nel 1916 da Fred Niblo.

## Distribuzione
Il copyright del film, richiesto dalla Goldwyn Pictures Corp., fu registrato il 14 agosto 1920 con il numero LP15435.

Distribuito dalla Goldwyn Distributing Company, il film uscì nelle sale cinematografiche statunitensi 31 ottobre 1920. In Danimarca, uscì il 18 gennaio 1922 con il titolo Med Knippel og hvide Handsker; in Finlandia, il 25 dicembre 1922; in Portogallo, il 7 dicembre 1923 col titolo O Guarda 666.

In Italia, fu distribuito dalla Goldwyn: il visto di censura numero 18719 rilasciato nel settembre 1923 approvava con riserva l'uscita del film, con la condizione di "Sopprimere nella 5ª parte la scena in cui il poliziotto viene cloroformizzato. (settembre 1923)".
Non si conoscono copie ancora esistenti della pellicola che viene considerata presumibilmente perduta.